# Atherigona yorki
Atherigona yorki este o specie de muște din genul Atherigona, familia Muscidae. A fost descrisă pentru prima dată de Deeming în anul 1971. Conform Catalogue of Life specia Atherigona yorki nu are subspecii cunoscute.